# 拉拉韦苏阿
拉拉韦苏阿（西班牙語：Larrabezúa）是西班牙巴斯克自治区比斯开省的一个市镇。总面积22平方公里，总人口1551人（2001年），人口密度71人/平方公里。